# Вильягомес, Луис
Луис Алехандро (Хамза) Вильягомес Паредес (исп. Luis Alejandro Villagómez Paredes; 15 мая 1994) — эквадорский борец вольного стиля, призёр Панамериканского чемпионата.

## Карьера
Он многократный чемпион Эквадора.
В августе 2018 года в Якутске занял 5 место на международном турнире серии Гран-При памяти Дмитрия Коркина. 14 ноября 2022 года в египетской Александрии одержал победу на международном турнире памяти Ибрагима Мустафы. 5 мая 2023 года на панамериканском чемпионате в Буэнос-Айресе стал бронзовым призёром
В 2024 году он выиграл золотую медаль на Международном турнире Мухамета Мало в Албании, серебряную медаль на Международном турнире «Македонская жемчужина» в городе Кочани и золотую медаль на Международном турнире Интутуко в Южной Африке.
Он также стал чемпионом Южной Америки в Бразилии в сентябре 2024 года.

## Личная жизнь
Помимо борьбы, он также имеет черный пояс по кикбоксингу и Каюкенбо.
Он бывший коммандос спецназа и работал во многих миссиях по всему миру.
Принял ислам, взял себе имя Хамза.

## Достижения
- Панамериканский чемпионат по борьбе 2023 — ;